# Przechód za Rękawicą
Przechód za Rękawicą (ok. 1360 m) – przełączka pomiędzy turniami Rękawica (ok. 1365 m) i Żółta Baszta (ok. 1400 m) w północno-zachodniej grani Upłaziańskiej Kopy w Dolinie Kościeliskiej w Tatrach Zachodnich. Jej północno-wschodnie stoki opadają do Żlebu pod Wysranki, południowo-zachodnie do piarżysto-trawiastego żlebka w lewej (patrząc od dołu) odnodze Kolistego Żlebu.
Wysranki, czyli stoki opadające z Organów do Żlebu pod Wysranki są całkowicie zalesione i od tej strony na Przechód za Rękawicą, jak również na sąsiednie turnie można łatwo wyjść. Również wyjście z Doliny Kościeliskiej przez lewą odnogę Kolistego Żlebu na Przechód za Rękawicą jest łatwe.